# Enrique Serpa
Enrique Serpa (L'Avana, 15 luglio 1900 – 2 dicembre 1968) è stato uno scrittore, giornalista e fotografo cubano.

## Biografia
Nacque il 15 luglio 1900 a L'Avana.
Nel 1920 iniziò a lavorare presso l'ufficio legale di Fernando Ortiz e l'anno seguente per la testata giornalistica El Mundo; in seguito lavorerà anche per altri giornali come Chic ed Excelsior. 
A venticinque anni fece il suo esordio letterario con l'opera Felisa y yo, mentre nel 1938 con il romanzo Contrabbando vinse il Premio Nazionale del Romanzo e raggiunse il successo anche all'estero. 
Dal 1952 al 1959 fu addetto stampa all'ambasciata cubana a Parigi.
Strinse una solida e duratura amicizia con Ernest Hemingway, che gli ricambiò la stima artistica.
Dopo la morte (2 dicembre 1968), parimenti ad altre personalità talentuose dei decenni antecedenti la svolta socialista, fu ampiamente dimenticato a causa della rivoluzione di Fidel Castro.

## Opere
Titolo in lingua originale se non presente traduzione in italiano
- La miel de las horas (poesie), L'Avana, 1925.
- Fantoches, Capitolo 9, “El crimen de ayer”, L'Avana, 1933.
- Felisa y yo, L'Avana, 1937.
- Contrabbando (romanzo), L'Avana, 1938; Prol. di Denia García Ronda, 1975.
- Días de Trinidad, Ediciones Álvarez-Pita, L'Avana.
- Vitrina, 1923-1925 (versi), L'Avana, 1940.
- Norteamérica en guerra, L'Avana, Arrow Press, 1944.
- Apuntes sobre la novela en la URSS, L'Avana, Pubblicazioni dell'Istituto di scambio culturale cubano-sovietico, 1946.
- Presencia de España, L'Avana, 1947.
- Noche de fiesta, L'Avana, 1951.
- La trampa (romanzo), Buenos Aires, 1956; L'Avana, 1972, 1974.
- Jornadas villareñas, Santa Clara, 1962.
- Aletas de tiburón (quaderni di prosa, 2), L'Avana, 1963.
- La manigua heroica, Letras Cubanas, L'Avana, 1978.